# Savignies
 Savignies  es una comuna (municipio) de Francia, en la región de Picardía, departamento de Oise, en el distrito de Beauvais y Cantón de Beauvais-Nord-Ouest.
Su población en el censo de 1999 era de 777 habitantes.
Está integrada en la Communauté d’agglomération du Beauvaisis.

## Demografía
| 323 | 416 | 445 | 443 | 622 | 777 |
| Para los censos de 1962 a 1999 la población legal corresponde a la población sin duplicidades (Fuente: INSEE [Consultar]) |     |     |     |     |     |